# Manic Street Preachers
Manic Street Preachers, ofta förkortat till The Manics, är en walesisk rockgrupp bildad 1986 i Blackwood nära Caerphilly i södra Wales. Bandet består av sångaren och gitarristen James Dean Bradfield, basisten Nicky Wire samt trummisen Sean Moore. Gruppen var ursprungligen en kvartett men blev en trio när gitarristen Richey James Edwards försvann den 1 februari 1995. Deras låtar har ofta ett politiskt budskap. Till gruppens mest kända låtar hör "A Design for Life", "If You Tolerate This Your Children Will Be Next" och "Your Love Alone Is Not Enough".

## Historik
Manic Street Preachers ursprungliga gruppmedlemmar var James Dean Bradfield (gitarrist), Flicker (bas), Sean Moore (trummis), och Nicky Wire (gitarrist, vars riktiga namn är Nicholas Jones), som alla var skolkamrater och gruppen hette då Betty Blue. Under en kort period gick Jenny Watkins-Isnardi med i gruppen som sångare, men hon lämnade den efter några månader och ersattes av Bradfield. Under denna period försökte James skriva texterna till deras låtar, men han gav upp och efter det skrev Wire alla deras låttexter.
1988 lämnade Flicker bandet och kvar återstod de övriga tre, vilket medförde att Nicky gick över till att spela bas. En annan av deras gamla skolkompisar, gitarristen Richey James Edwards, hjälpte till att skriva låttexter och skjutsa dem till och från spelningar, han blev sedermera fast medlem i bandet. 1992 gav de ut sitt debutalbum, Generation Terrorists som sålde 250 000 exemplar och med vilket de framgångsrikt turnerade runt världen. Deras andra album, Gold Against the Soul gavs ut året därpå, följt av The Holy Bible (1994). Första februari 1995 försvann Edwards och har sedan dess inte återfunnits. Richey James Edwards dödförklarades officiellt den 23 november 2008.
Bandet fortsatte som trio och släppte Everything Must Go (1996) med hiten "A Design For Life". This Is My Truth Tell Me Yours släpptes (1998) och blev bandets definitiva genombrott för den breda massan. Albumet var en lyckad fusion av bandets punkiga förflutna med en bombastisk arenarock och singlarna "If You Tolerate This Your Children Will Be Next", "The Everlasting" och "You Stole the Sun From My Heart" blev enorma hits. 
Därefter släppte bandet den punkiga Know Your Enemy (2001) som blev något av en besvikelse. Därefter följde först en Greatest Hits-skiva, Forever Delayed (2002) och året därpå en samling med b-sidor, Lipstick Traces (2003), namngiven efter Marcus Greils bok med samma namn. Den 3 november 2004 gav de ut sitt sjunde album, den syntinfluerade Lifeblood. Under 2004 utgavs även en ny version av The Holy Bible, ej tidigare utgivet material, den på grund av Richey James Edwards försvinnande aldrig utgivna amerikanska mixen av albumet och en DVD. Efter en turné i England i april 2005 gav bandet ut den självfinansierade EP:n God Save The Manics, som även finns att ladda ner från bandets officiella webbplats.
Gruppens sjunde studioalbum, Send Away the Tigers, gavs ut 2007 och innehöll bland annat hiten "Your Love Alone Is Not Enough", på vilken sångerskan Nina Persson medverkar. Skivan var i fansens ögon en klar uppryckning jämfört med Lifeblood.
2009 släppte bandet sin nya platta Journal for Plague Lovers vilken bara innehåller texter som Richey James Edwards lämnade efter sig innan han försvann. Skivan har fått strålande kritik vid sin release som en återgång till bandets sound från deras storhetstid på 90-talet.

## Priser
- Bästa Album, ""Bästa Grupp"" - Brit Awards, 1999
- Bästa grupp i världen idag - Q Awards, 1998
- Bästa Album (Everything Must Go) 1996 - The Sunday Times

## Diskografi
- Generation Terrorists (1992)
- Gold Against the Soul (1993)
- The Holy Bible (1994)
- Everything Must Go (1996)

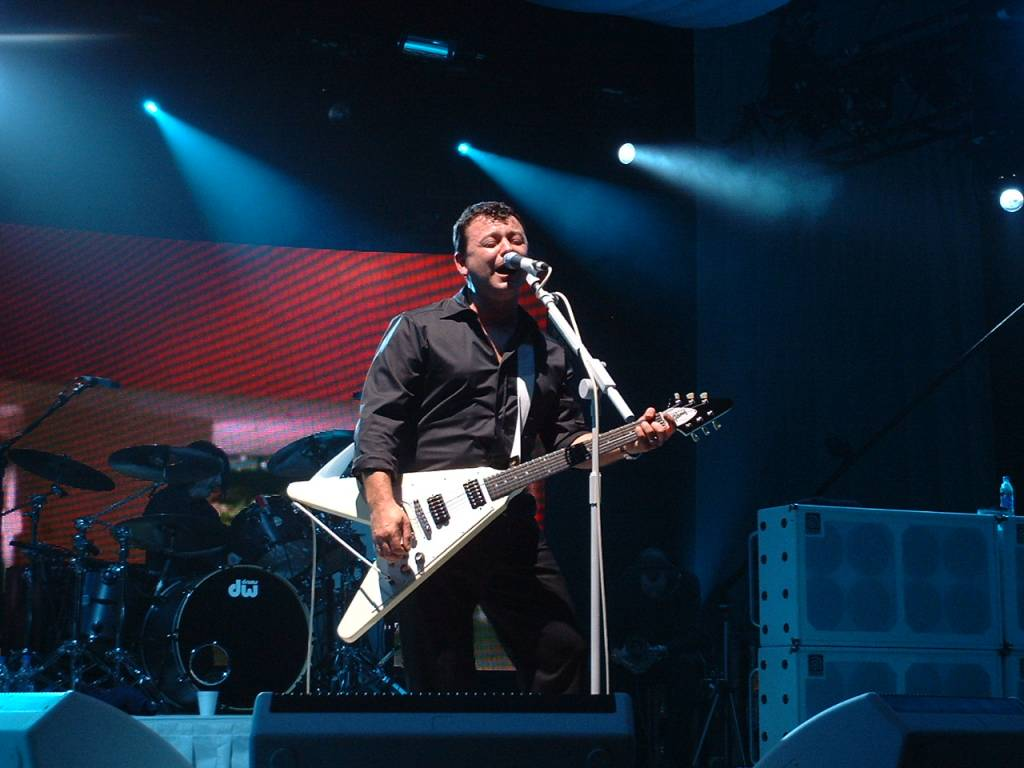
Live i Brighton 2004

- This Is My Truth Tell Me Yours (1998)
- Know Your Enemy (2001)
- Lifeblood (2004)
- Send Away the Tigers (2007)
- Journal for Plague Lovers (2009)
- Postcards from a Young Man (2010)
- Rewind the Film (2013)
- Futurology (2014)
- Resistance Is Futile (2018)
- The Ultra Vivid Lament (2021)